# Ancash (region)
Ancash er en region i det nordlige Peru. Den grænser til La Libertad mod nord, Huánuco og Pasco mod øst, Lima-regionen mod syd og Stillehavet mod vest. Hovedbyen er Huaraz. 
9°32′S 77°32′V / 9.53°S 77.53°V